# Paulo Márcio de Faria e Silva
Paulo Márcio de Faria e Silva é um cientista e educador brasileiro. Reitor da Universidade Federal de Alfenas desde 18 de março de 2010, eleito para um mandato de 4 anos (2010-2014) e reeleito para o mandato subsequente (2014-2018).